# Аитово (Миякинский район)
Аитово (баш. Айыт) — деревня в Миякинском районе Республики Башкортостан Российской Федерации. Входит в состав Уршакбашкарамалинского сельсовета. 

## География

### Географическое положение
Расстояние до:
- районного центра (Киргиз-Мияки): 44 км,
- центра сельсовета (Уршакбашкарамалы): 13 км,
- ближайшей ж/д станции (Аксёново): 87 км.

## Население
| 2002 | 2009 | 2010 |
| ---- | ---- | ---- |
| 145  | ↘139 | ↘121 |